# Afonso XII de Espanha
Afonso XII (Madrid, 28 de novembro de 1857 – Madrid, 25 de novembro de 1885), apelidado de "o Pacificador", foi Rei da Espanha de 1874 até sua morte, tendo subido ao trono após um golpe de estado que restaurou a monarquia e encerrou a Primeira República Espanhola.
Era filho da rainha Isabel II e seu marido Francisco de Assis de Espanha. Afonso foi forçado a ir para o exílio ainda criança depois da Revolução de 1868, que depôs sua mãe. Estudou na Áustria e na França. Isabel abdicou formalmente a seu favor em 1870 e ele voltou para a Espanha em 1874 como seu rei. Afonso morreu de tuberculose aos 27 anos de idade e foi sucedido por seu filho ainda não nascido, que se tornou o rei Afonso XIII ao nascer no ano seguinte.

## Biografia

### Primeiros anos

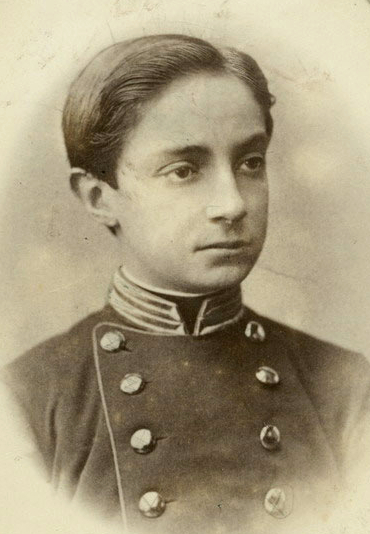
Afonso XII na infância.

Nasceu no Palácio Real de Madrid a 28 de Novembro de 1857, era filho da rainha Isabel II de Espanha e do seu marido e primo, Francisco de Assis de Espanha. O marido de Isabel II era conhecido por sua impotência e homossexualidade e muitos historiadores atribuem a paternidade de Afonso XII a um dos amantes da rainha, o capitão Enrique Puigmoltó y Mayans. Afonso XII era até mesmo conhecido como o "Puigmoltejo".
Entre os seus preceptores encontravam-se o general Álvarez Osorio e o arcebispo de Burgos, este último eleito pela rainha Isabel, após consulta com o Papa Pio IX. Em 1868, sendo ainda uma criança, a rainha é destronada pela Revolução de 1868, "La Gloriosa", obrigando a família real a partir para o exílio. A saída da Europa do novo príncipe implicou a experiência de se encontrar com outros sistemas políticos como o francês, o austríaco e o britânico.
Seu primeiro centro exterior foi o colégio Stanislas em Paris, cidade na qual se instalou a família real. A 29 de Setembro de 1869, a família muda-se transitoriamente para Genebra, onde além de receber aulas particulares, frequenta a academia pública da cidade. Para dar continuidade à sua educação é eleita a Academia Real e Imperial Teresiana de Viena. Por último frequenta a Academia militar de Sandhurst em Inglaterra. Neste país o futuro rei conheceu o constitucionalismo real inglês. Da correspondência de Afonso com a rainha durante todas as suas estadas nos diferentes colégios e academias, põe-se em evidência a relativa estreiteza econômica em que se movimentava a família real nesses anos.
A 25 de Junho de 1870, sua mãe, a rainha, abdica os seus direitos dinásticos, num documento assinado em Paris, em favor do seu filho Afonso.
Enquanto isso, em Espanha sucediam-se diferentes formas de governo: Governo Provisório (1868–1870), monarquia democrática de Amadeu I (1871–1873) e a I República (1873–1874). Esta foi liquidada no mês de Janeiro pelo golpe de Estado do general Pavia, e abriu-se um segundo período de Governos provisórios. Durante esta etapa histórica —o Sexênio Revolucionário—, a causa afonsina esteve representada nas Cortes por Antonio Cánovas del Castillo.

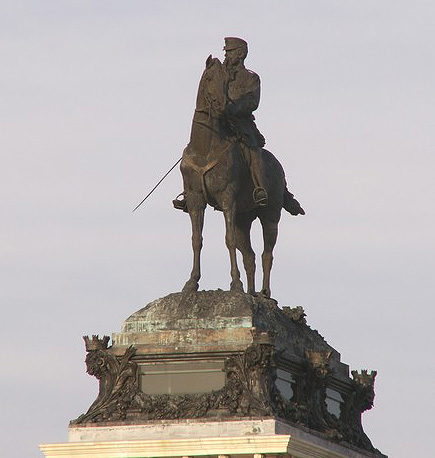
Estátua equestre de Afonso XII em Madrid (Mariano Benlliure, 1909).

### Acesso à coroa
A 1 de Dezembro de 1874, Afonso publicou o Manifesto de Sandhurst, apresentando-se aos espanhóis como um príncipe católico, espanhol, constitucional, liberal e desejoso de servir à nação.
A 29 de Dezembro de 1874  produziu-se a restauração da monarquia, ao dar o general Arsenio Martínez-Campos um golpe de estado em Sagunto (Valência) em favor do acesso ao trono do príncipe Afonso. Naquele momento, o Chefe de Estado era o general Serrano. O Chefe de Governo era Sagasta. Em Janeiro de 1875 chegou à Espanha e foi proclamado rei ante as Cortes Generales.

### Reinado
O seu reinado consistiu principalmente em consolidar a monarquia e a estabilidade institucional, reparando os danos que as lutas internas dos anos do chamado Sexênio Revolucionário deixaram, ganhando a alcunha de «o Pacificador». Foi aprovada a nova Constituição de 1876 e durante esse mesmo ano terminou a guerra carlista, dirigida pelo pretendente Carlos VII (o próprio monarca esteve presente no campo de batalha para presenciar o seu final). Os foros Bascos e Navarros foram reduzidos e conseguiu-se que cessassem, transitoriamente, as hostilidades em Cuba com a assinatura da Paz de Zanjón.
Afonso XII realizou, em 1883, uma visita oficial à Bélgica, Áustria, Alemanha e França. Na Alemanha aceitou a sua nomeação como coronel de honra de um regimento da guarnição de Alsácia, território conquistado pelos alemães e cuja soberania reclamava França. Este facto deu lugar a uma recepção hostil ao monarca espanhol por parte da população de Paris durante a sua visita oficial a França.
A Alemanha tentou ocupar as ilhas Carolinas, naquele momento debaixo do domínio espanhol, provocando um incidente entre os dois países que terminou em favor da Espanha com a assinatura de um acordo hispano-alemão em 1885. Nesse mesmo ano desencadeou-se um surto de cólera em Aranjuez. O monarca, sem contar com a aprovação do governo, visitou os enfermos, gesto que foi apreciado pela população. Pouco tempo depois, a 25 de Novembro, Afonso XII faleceu de tuberculose no Palacio Real de El Pardo, em Madrid.
Casou-se em primeiras núpcias com Mercedes de Orleães e depois com a arquiduquesa Maria Cristina da Áustria, de quem teve três filhos.
Quando morreu, sua mulher encontrava-se grávida e foi nomeada regente até ao nascimento de seu filho, Afonso XIII.

## Filhos

### 1.º casamento
O primeiro casamento foi no dia 23 de janeiro de 1878 com a sua prima Maria das Mercedes de Orleães, filha dos duques de Montpensier que faleceu de tifo meses depois. Não houve filhos desta união.

### 2.º casamento
O segundo casamento foi no dia 29 de novembro de 1879 com María Cristina de Habsburgo-Lorena, prima segunda do imperador Francisco José I da Áustria com quem teve 3 (três) filhos:
- Maria Mercedes (1880-1904)
- Maria Teresa (1882-1912)
- Afonso XIII (1886-1941)

### União fora do casamento
Fora de sua prole legítima, Afonso XII deixou, ao menos, 2 (dois) filhos ilegítimos com a contralto Elena Sanz. Estes filhos não possuíam direito algum ao trono espanhol. São eles:

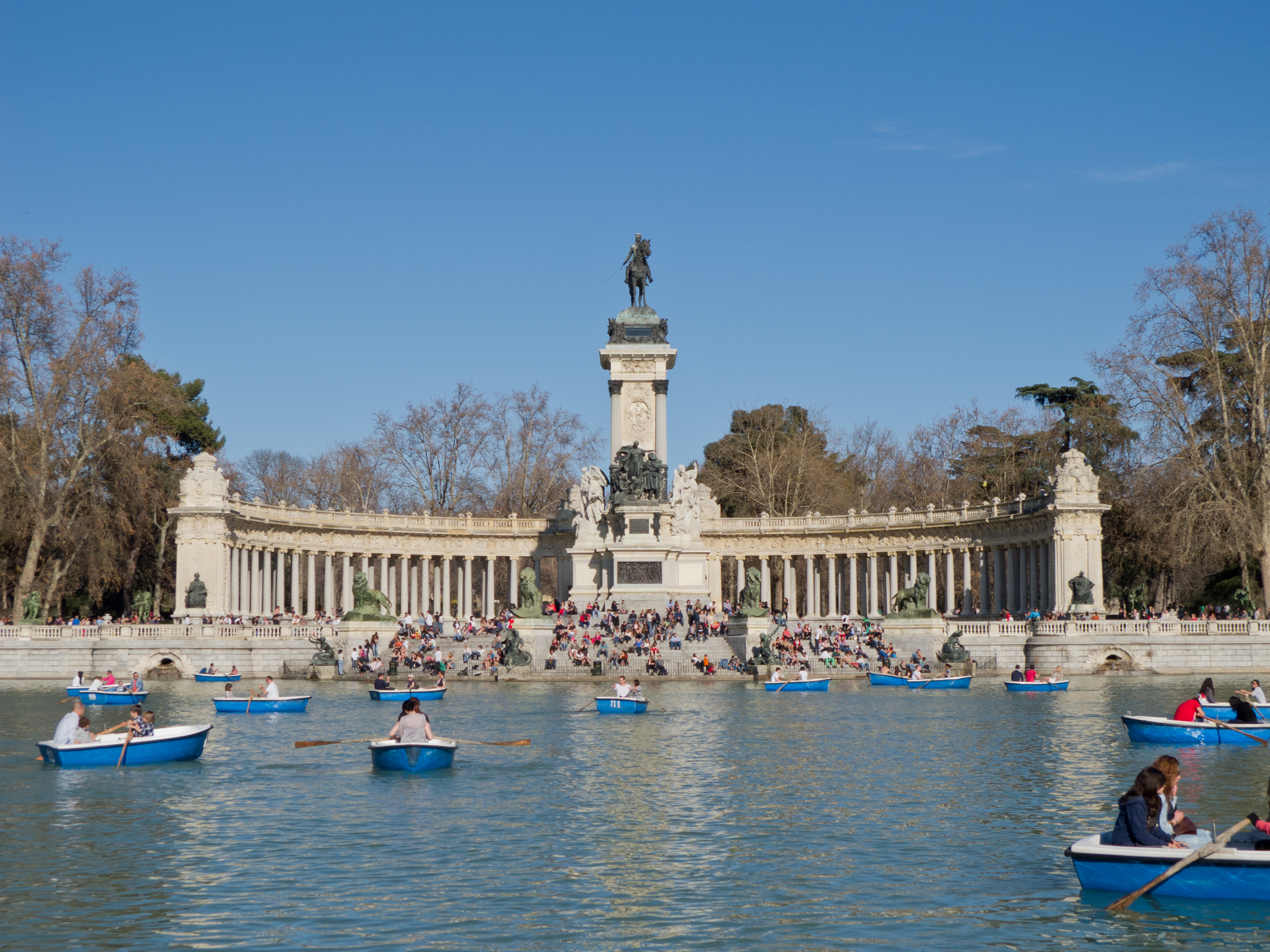
Monumento a Afonso XII de Espanha em Madrid

- Afonso (1880-1970)
- Fernando (1881-1922)

## Árvore genealógica
|  |                                          |  |  |  |  |  |  |  |  |  |  |  |  |  |  |  |
|  | 16. Carlos III da Espanha                |  |  |  |  |  |  |  |  |  |  |  |  |  |  |  |
|  |                                          |  |  |  |  |  |  |  |  |  |  |  |  |  |  |  |
|  |                                          |  |  |  |  |  |  |  |  |  |  |  |  |  |  |  |
|  | 8. Carlos IV da Espanha                  |  |  |  |  |  |  |  |  |  |  |  |  |  |  |  |
|  |                                          |  |  |  |  |  |  |  |  |  |  |  |  |  |  |  |
|  |                                          |  |  |  |  |  |  |  |  |  |  |  |  |  |  |  |
|  | 17. Maria Amália da Saxônia              |  |  |  |  |  |  |  |  |  |  |  |  |  |  |  |
|  |                                          |  |  |  |  |  |  |  |  |  |  |  |  |  |  |  |
|  |                                          |  |  |  |  |  |  |  |  |  |  |  |  |  |  |  |
|  | 4. Francisco de Paula da Espanha         |  |  |  |  |  |  |  |  |  |  |  |  |  |  |  |
|  |                                          |  |  |  |  |  |  |  |  |  |  |  |  |  |  |  |
|  |                                          |  |  |  |  |  |  |  |  |  |  |  |  |  |  |  |
|  | 18. Felipe I de Parma                    |  |  |  |  |  |  |  |  |  |  |  |  |  |  |  |
|  |                                          |  |  |  |  |  |  |  |  |  |  |  |  |  |  |  |
|  |                                          |  |  |  |  |  |  |  |  |  |  |  |  |  |  |  |
|  | 9. Maria Luísa de Parma                  |  |  |  |  |  |  |  |  |  |  |  |  |  |  |  |
|  |                                          |  |  |  |  |  |  |  |  |  |  |  |  |  |  |  |
|  |                                          |  |  |  |  |  |  |  |  |  |  |  |  |  |  |  |
|  | 19. Luísa Isabel da França               |  |  |  |  |  |  |  |  |  |  |  |  |  |  |  |
|  |                                          |  |  |  |  |  |  |  |  |  |  |  |  |  |  |  |
|  |                                          |  |  |  |  |  |  |  |  |  |  |  |  |  |  |  |
|  | 2. Francisco de Assis de Espanha         |  |  |  |  |  |  |  |  |  |  |  |  |  |  |  |
|  |                                          |  |  |  |  |  |  |  |  |  |  |  |  |  |  |  |
|  |                                          |  |  |  |  |  |  |  |  |  |  |  |  |  |  |  |
|  | 20. Fernando I das Duas Sicílias         |  |  |  |  |  |  |  |  |  |  |  |  |  |  |  |
|  |                                          |  |  |  |  |  |  |  |  |  |  |  |  |  |  |  |
|  |                                          |  |  |  |  |  |  |  |  |  |  |  |  |  |  |  |
|  | 10. Francisco I das Duas Sicílias        |  |  |  |  |  |  |  |  |  |  |  |  |  |  |  |
|  |                                          |  |  |  |  |  |  |  |  |  |  |  |  |  |  |  |
|  |                                          |  |  |  |  |  |  |  |  |  |  |  |  |  |  |  |
|  | 21. Maria Carolina da Áustria            |  |  |  |  |  |  |  |  |  |  |  |  |  |  |  |
|  |                                          |  |  |  |  |  |  |  |  |  |  |  |  |  |  |  |
|  |                                          |  |  |  |  |  |  |  |  |  |  |  |  |  |  |  |
|  | 5. Luísa Carlota das Duas Sicílias       |  |  |  |  |  |  |  |  |  |  |  |  |  |  |  |
|  |                                          |  |  |  |  |  |  |  |  |  |  |  |  |  |  |  |
|  |                                          |  |  |  |  |  |  |  |  |  |  |  |  |  |  |  |
|  | 22. Carlos IV da Espanha (= 8, 12)       |  |  |  |  |  |  |  |  |  |  |  |  |  |  |  |
|  |                                          |  |  |  |  |  |  |  |  |  |  |  |  |  |  |  |
|  |                                          |  |  |  |  |  |  |  |  |  |  |  |  |  |  |  |
|  | 11. Maria Isabel da Espanha              |  |  |  |  |  |  |  |  |  |  |  |  |  |  |  |
|  |                                          |  |  |  |  |  |  |  |  |  |  |  |  |  |  |  |
|  |                                          |  |  |  |  |  |  |  |  |  |  |  |  |  |  |  |
|  | 23. Maria Luísa de Parma (= 9, 13)       |  |  |  |  |  |  |  |  |  |  |  |  |  |  |  |
|  |                                          |  |  |  |  |  |  |  |  |  |  |  |  |  |  |  |
|  |                                          |  |  |  |  |  |  |  |  |  |  |  |  |  |  |  |
|  | 1. Afonso XII da Espanha                 |  |  |  |  |  |  |  |  |  |  |  |  |  |  |  |
|  |                                          |  |  |  |  |  |  |  |  |  |  |  |  |  |  |  |
|  |                                          |  |  |  |  |  |  |  |  |  |  |  |  |  |  |  |
|  | 24. Carlos III da Espanha (= 16)         |  |  |  |  |  |  |  |  |  |  |  |  |  |  |  |
|  |                                          |  |  |  |  |  |  |  |  |  |  |  |  |  |  |  |
|  |                                          |  |  |  |  |  |  |  |  |  |  |  |  |  |  |  |
|  | 12. Carlos IV da Espanha (= 8)           |  |  |  |  |  |  |  |  |  |  |  |  |  |  |  |
|  |                                          |  |  |  |  |  |  |  |  |  |  |  |  |  |  |  |
|  |                                          |  |  |  |  |  |  |  |  |  |  |  |  |  |  |  |
|  | 25. Maria Amália da Saxônia (= 17)       |  |  |  |  |  |  |  |  |  |  |  |  |  |  |  |
|  |                                          |  |  |  |  |  |  |  |  |  |  |  |  |  |  |  |
|  |                                          |  |  |  |  |  |  |  |  |  |  |  |  |  |  |  |
|  | 6. Fernando VII da Espanha               |  |  |  |  |  |  |  |  |  |  |  |  |  |  |  |
|  |                                          |  |  |  |  |  |  |  |  |  |  |  |  |  |  |  |
|  |                                          |  |  |  |  |  |  |  |  |  |  |  |  |  |  |  |
|  | 26. Felipe I de Parma (= 18)             |  |  |  |  |  |  |  |  |  |  |  |  |  |  |  |
|  |                                          |  |  |  |  |  |  |  |  |  |  |  |  |  |  |  |
|  |                                          |  |  |  |  |  |  |  |  |  |  |  |  |  |  |  |
|  | 13. Maria Luísa de Parma (= 9)           |  |  |  |  |  |  |  |  |  |  |  |  |  |  |  |
|  |                                          |  |  |  |  |  |  |  |  |  |  |  |  |  |  |  |
|  |                                          |  |  |  |  |  |  |  |  |  |  |  |  |  |  |  |
|  | 27. Luísa Isabel da França (= 19)        |  |  |  |  |  |  |  |  |  |  |  |  |  |  |  |
|  |                                          |  |  |  |  |  |  |  |  |  |  |  |  |  |  |  |
|  |                                          |  |  |  |  |  |  |  |  |  |  |  |  |  |  |  |
|  | 3. Isabel II da Espanha                  |  |  |  |  |  |  |  |  |  |  |  |  |  |  |  |
|  |                                          |  |  |  |  |  |  |  |  |  |  |  |  |  |  |  |
|  |                                          |  |  |  |  |  |  |  |  |  |  |  |  |  |  |  |
|  | 28. Fernando I das Duas Sicílias (= 20)  |  |  |  |  |  |  |  |  |  |  |  |  |  |  |  |
|  |                                          |  |  |  |  |  |  |  |  |  |  |  |  |  |  |  |
|  |                                          |  |  |  |  |  |  |  |  |  |  |  |  |  |  |  |
|  | 14. Francisco I das Duas Sicílias (= 10) |  |  |  |  |  |  |  |  |  |  |  |  |  |  |  |
|  |                                          |  |  |  |  |  |  |  |  |  |  |  |  |  |  |  |
|  |                                          |  |  |  |  |  |  |  |  |  |  |  |  |  |  |  |
|  | 29. Maria Carolina da Áustria (= 21)     |  |  |  |  |  |  |  |  |  |  |  |  |  |  |  |
|  |                                          |  |  |  |  |  |  |  |  |  |  |  |  |  |  |  |
|  |                                          |  |  |  |  |  |  |  |  |  |  |  |  |  |  |  |
|  | 7. Maria Cristina das Duas Sicílias      |  |  |  |  |  |  |  |  |  |  |  |  |  |  |  |
|  |                                          |  |  |  |  |  |  |  |  |  |  |  |  |  |  |  |
|  |                                          |  |  |  |  |  |  |  |  |  |  |  |  |  |  |  |
|  | 30. Carlos IV da Espanha (= 8, 12, 22)   |  |  |  |  |  |  |  |  |  |  |  |  |  |  |  |
|  |                                          |  |  |  |  |  |  |  |  |  |  |  |  |  |  |  |
|  |                                          |  |  |  |  |  |  |  |  |  |  |  |  |  |  |  |
|  | 15. Maria Isabel da Espanha (= 11)       |  |  |  |  |  |  |  |  |  |  |  |  |  |  |  |
|  |                                          |  |  |  |  |  |  |  |  |  |  |  |  |  |  |  |
|  |                                          |  |  |  |  |  |  |  |  |  |  |  |  |  |  |  |
|  | 31. Maria Luísa de Parma (= 9, 13, 23)   |  |  |  |  |  |  |  |  |  |  |  |  |  |  |  |
|  |                                          |  |  |  |  |  |  |  |  |  |  |  |  |  |  |  |
|  |                                          |  |  |  |  |  |  |  |  |  |  |  |  |  |  |  |